# ۱۲۶۳ (قمری)
۱۲۶۳ (قمری)، هزار و دویست و شصت و سومین سال در گاهشماری هجری قمری است. اول محرم این سال برابر با بیستم دسامبر سال ۱۸۴۶ میلادی است.

## درگذشتگان
- محمد تقی برغانی : روحانی شیعه .